# Língua tehuelche
O tehuelche (também conhecido com aoniken, inaquen, günüa-kena, gününa-kena) é uma das línguas chonanas da Patagônia. No período pré-colonial, seus falantes eram caçadores nômades em territórios no atual Chile, ao norte da Terra do Fogo.
Os tehuelche viviam tradicionalmente ao sul dos territórios do povo mapuche, tendo muitos dos falantes tehuelches adotado a língua mapuche como sua língua principal. Os tehuelches foram consideravelmente influenciados pela língua e cultura mapuches, o que ocasionou a transferência de diversos elementos morfossintáticos para o tehuelche. Durante os Séculos XIX e XX, o  espanhol tornou-se a língua dominante na região, uma vez que a Argentina e o Chile conquistaram a independência, e os colonos de língua espanhola se imposeram sobre os povos indígenas da Patagônia.

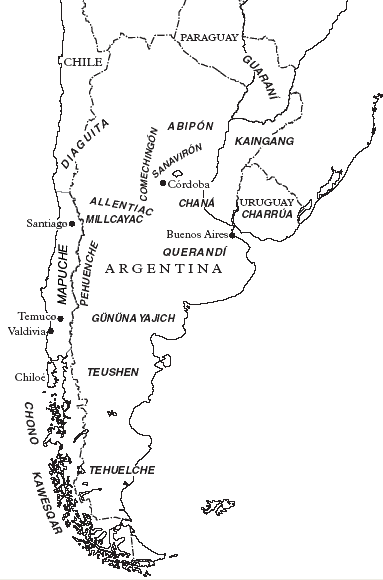
Mapa com distribuições aproximadas de idiomas na Patagônia no momento da conquista espanhola. Fonte: W. Adelaar (2004): As línguas andinas, Cambridge University Press

## Classificação
O tehuelche pertence à família chonana, juntamente com as línguas teushen, ona (selk'nam) e haush. Estas últimas eram faladas por tribos no nordeste e nordeste da Terra do Fogo. Ambas estão extintas.

## Fonologia

### Vogais
O tehuelche tem vogais em 3 qualidades vocálicas, as quais podem ser curtas ou longas. (Fernandez 1988: 87-88)
|            | Anterior | Central | Posterior |
| ---------- | -------- | ------- | --------- |
| Semiaberta | e eː     |         | o oː      |
| Aberta     |          | a aː    |           |

### Consoantes
Há em tehuelche 25 fonemas consonantais. As oclusivas podem ser não-vozeadas, vozeadas ou ejetivas (Fernández 1998: 88-89).
|             |             | Labial | Dental | Palatal | Velar | Uvular | Glotal |
| ----------- | ----------- | ------ | ------ | ------- | ----- | ------ | ------ |
| Nasal       | Nasal       | m      | n      |         |       |        |        |
| Oclusiva    | não-vozeada | p      | t      | tʃ      | k     | q      | ʔ      |
| Oclusiva    | ejetiva     | p’     | t’     | tʃ’     | k’    | q’     |        |
| Oclusiva    | vozeada     | b      | d      |         | ɡ     | ɢ      |        |
| Fricativa   | Fricativa   |        | s      | ʃ       | x     | χ      |        |
| Aproximante | Aproximante | w      | l      | j       |       |        |        |
| Vibrante    | Vibrante    |        | r      |         |       |        |        |

## Morfologia

### Pronomes
|           | Singular | Dual  | Plural |
| --------- | -------- | ----- | ------ |
| 1ª pessoa | ja:      | okwa: | ošwa:  |
| 2ª pessoa | ma:      | mkma: | mšma:  |
| 3ª pessoa | ta:      | tkta: | tšta:  |